# Flaming (chanson)
Pour les articles homonymes, voir Flaming.
Singles de Pink Floyd
See Emily Play / The Scarecrow
(1967) Apples and Oranges / Paintbox
(1967)
Pistes de The Piper at the Gates of Dawn
Matilda Mother Pow R. Toc H.
Flaming est une chanson du groupe anglais Pink Floyd, parue en 1967 sur leur premier album, The Piper at the Gates of Dawn.
Écrite par Syd Barrett, cette chanson évoque un voyage imaginaire. Après le départ de Barrett du groupe, elle est brièvement interprétée en concert ; le chant est alors assuré par son remplaçant David Gilmour, comme on le voit dans l'émission Bouton rouge.

## Genèse et origine du titre
Originellement intitulée Snowing, cette chanson,  composée pendant l'été 1966,  fut enregistrée  le 16 mars  1967, en une seule prise, aux studios Abbey Road  puis mixée fin juin. Elle faisait partie des morceaux joués sur scène avant même l'enregistrement du premier album notamment lors du concert au All Saints Church Hall de Londres le 14 octobre 1966.
Flaming a été préenregistrée le 25 septembre 1967  pour l'émission Top Gear sur BBC  Radio One. Les musiciens ont  bénéficié des technologies de l'overdubbing ou du double tracking proposées par le  studio de la BBC  situé dans le Playhouse Theatre à Londres. Le  1er octobre 1967, lors de ce qui est aussi la  première des sessions radiophoniques de John Peel , Flaming est diffusée  dans une version qui est assez proche de la version de l'album accompagnée de cinq autres morceaux.
En novembre 1967, à l'occasion de la première tournée américaine du groupe,  les éditions Tower Records sortent un single de promotion avec Flaming en face A  et The Gnome en face B uniquement destiné au  marché américain.
Le titre finalement choisi,  Flaming, peut être interprété de deux façons différentes. Issu du langage familier utilisé par les consommateurs de LSD le  terme « Flaming »  fait référence au processus de rémanence visuelle due à l'hallucination. Mais ce mot apparaît aussi dans le titre du premier morceau de l'album sorti en 1966,  Later During A Flaming Riviera Sunset du groupe de musique expérimentale AMM dont les  improvisations musicales furent une source d'inspiration pour Pink Floyd,.

## Structure et analyse des paroles
Les quatre couplets  structurent un texte très court mais incontestablement poétique qui dévoile un paysage mental  onirique. Dans ce rêve éveillé  le personnage flotte dans les nuages, se repose dans une nature printanière  ou voyage dans l'univers cosmique.

Julian Palacios, biographe de Syd Barrett y voit une évocation du dieu Pan : 
« Syd chante la solitude dans les nuages, se glissant dans la peau du dieu Pan, le véritable joueur de pipeau aux portes de l'aube. Le satyre joue une mélodie en spirale pour célébrer le jour naissant. L'aube lysergique flamboyante, renvoie la nuit à ses ténèbres dans des rais de lumière éclatants, les harmonies vocales chatoyantes se condensant comme des gouttes sur des brins d'herbe, dissolvant les nuages dans l'Ether. (Reprise en écho dans le solo de Shine On You Crazy Diamond), Flaming est l'expression la plus pure de l'hommage élégiaque à la nature de Syd.» 
Alain Pire, spécialiste de la musique psychédélique, l'interprète comme un texte  dans lequel on « distingue des influences diverses  qui se combinent  pour lui donner une atmosphère quasi-féérique.» Dans Flaming, un univers onirique où se croisent éléments naturels (clouds all blue, foggy dew), créature fabuleuse (unicorn) et jeux de lumières (watching buttercups cup the light, starlit skies) est associé aux sensations de bien-être ressenties lors de l'expérience hallucinatoire.  Les paroles sont empreintes  de l'imaginaire enfantin des comptines et des  contes merveilleux lus par Syd Barrett pendant son enfance. L'influence de l’œuvre de Kenneth Grahame The Wind in the willows  est aussi très présente dans ses premières compositions,. 
« Il lisait constamment des livres pour enfants, fasciné  par le côté Alice au Pays des Merveilles des choses » déclare Rosemary. « Ce monde enfantin, irréel, c'était celui dans lequel il vivait, alors il s'en est pleinement inspiré pour ses paroles. Le Merveilleux était toujours plus intéressant pour lui que la réalité. La réalité était toujours rusée et ennuyante. Il n'avait pas beaucoup de temps à consacrer à la réalité.»
L'écriture combine allitérations, assonances et rimes intérieures dans une volonté esthétique évidente qui confère à la chanson une atmosphère joyeuse d'insouciance éloignée des contraintes  de la vie quotidienne. Le caractère léger de l'ensemble est accentué dans les derniers vers de chaque strophe qui évoquent les souvenirs d'enfance du jeu de cache-cache et interpellent par de joyeux "Yippee", "no fair", "hey ho". 

## Analyse musicale
La chanson possède  une introduction, une séquence de trois couplets interrompue par un pont instrumental puis la répétition de la première strophe mais pas de refrain. Celui-ci est remplacé par  le dernier vers de chaque couplet qui contraste avec le reste des paroles et sur lequel sont placées l'accroche musicale et la montée en intensité. 
Dans l'introduction,  une atmosphère  nocturne et  inquiétante  est accentuée par des sons évoquant le cri d'un hibou. Selon Alain Pire, elle  repose  sur « un accord d'orgue relativement dissonant sur lequel viennent se greffer des bruitages simulant une atmosphère lugubre et venteuse contrastant nettement avec le reste du morceau qui est, quant à lui, assez primesautier.»
Les innovations technologiques des studios EMI et la participation active  des ingénieurs du son  Peter Bown et Norman Smith permettent l'émergence de nouvelles sonorités lors de l'enregistrement. La voix de Syd Barrett est doublée  grâce à la technique de l'ADT qui en accentue l'effet d'écho et  l'amplifie. Cet effet sonore  est complété par les tintements de clochettes, les sifflements d'une slide jouée par Roger Waters et les sons mécaniques de boîtes à musique qui  renforcent l'esthétique psychédélique du morceau,,.

## Personnel
- Syd Barrett : chant, guitare
- Nick Mason : batterie, percussions
- Roger Waters : basse, chœurs
- Richard Wright : piano, orgue

## Liens
- Site officiel de Pink Floyd